# Oxycheilinus digramma
Oxycheilinus digramma är en fiskart som först beskrevs av Lacepède, 1801.  Oxycheilinus digramma ingår i släktet Oxycheilinus och familjen läppfiskar. IUCN kategoriserar arten globalt som livskraftig. Inga underarter finns listade i Catalogue of Life.